# Жюстен Мюрізьє
Жюстен Мюрізьє (8 січня 1992 , Мартіньї (Швейцарія), Вале ) — швейцарський гірськолижник, що спеціалізується на гігантському слаломі, але іноді виступає і в слаломі та комбінації.
Учасник двох зимових Олімпійських ігор і трьох чемпіонатів світу. На п'єдестал пошани Кубка світу вперше зійшов у грудні 2020 року в Альта-Бадії (Італія).
Батько Мюрізьє — двоюрідний брат гірськолижника Вільяма Бессе (1968 р.н.).

## Результати в Кубку світу
Усі результати наведено за даними Міжнародної федерації лижного спорту.

### Підсумкові місця в Кубку світу за роками
| Сезон | Вік | Загальний залік | Слалом | Гігантський слалом | Супергігант | Швидкісний спуск | Гірськолижна комбінація |
| ----- | --- | --------------- | ------ | ------------------ | ----------- | ---------------- | ----------------------- |
| 2011  | 19  | 85              | 32     | 45                 | —           | —                | —                       |
| 2014  | 22  | 100             | —      | —                  | —           | —                | 16                      |
| 2015  | 23  | 96              | 50     | 31                 | —           | —                | 21                      |
| 2016  | 24  | 46              | —      | 12                 | —           | —                | 19                      |
| 2017  | 25  | 36              | —      | 13                 | —           | —                | 4                       |
| 2018  | 26  | 30              | —      | 7                  | —           | —                | 9                       |
| 2019  | 27  |                 |        |                    |             |                  |                         |
| 2020  | 28  | 52              | —      | 26                 | —           | —                | 12                      |
| 2021  | 29  | 37              | —      | 8                  | —           | —                | —                       |

Станом на 6 лютого 2021 року

### П'єдестали в окремих заїздах
- 1 п'єдестал (ГС); 21 топ-десять

| Сезон | Дата           | Місце проведення     | Дисципліна         | Місце |
| ----- | -------------- | -------------------- | ------------------ | ----- |
| 2021  | 20 грудня 2020 | Альта-Бадія (Італія) | Гігантський слалом | 3-тє  |

## Результати на чемпіонатах світу
Усі результати наведено за даними Міжнародної федерації лижного спорту.
| Рік  | Вік | Слалом | Гігантський слалом | Супергігант | Швидкісний спуск | Гірськолижна комбінація |
| ---- | --- | ------ | ------------------ | ----------- | ---------------- | ----------------------- |
| 2011 | 19  | 25     | 13                 | —           | —                | —                       |
| 2013 | 21  | —      | —                  | —           | —                | —                       |
| 2015 | 23  | 13     | 30                 | —           | —                | —                       |
| 2017 | 25  | —      | 8                  | —           | —                | 6                       |

## Результати на Олімпійських іграх
Усі результати наведено за даними Міжнародної федерації лижного спорту.
| Рік  | Вік | Слалом | Гігантський слалом | Супергігант | Швидкісний спуск | Гірськолижна комбінація |
| ---- | --- | ------ | ------------------ | ----------- | ---------------- | ----------------------- |
| 2014 | 22  | НФ2    | —                  | —           | —                | —                       |
| 2018 | 26  | —      | НФ1                | —           | —                | НФ2                     |